# Rhynchostegium lamasicum
Rhynchostegium lamasicum är en bladmossart som beskrevs av Bescherelle 1877. Rhynchostegium lamasicum ingår i släktet näbbmossor, och familjen Brachytheciaceae. Inga underarter finns listade i Catalogue of Life.